# スタニスラフ・コラー
スタニスラフ・コラー(Stanislav Kolář 1912年3月31日 – 2003年5月6日)は、チェコスロバキアの卓球選手。

## 人物
1930年代にチェコスロバキアの代表として活躍した。
1936年の第10回世界卓球選手権プラハ大会において男子シングルスで優勝した。